# Lando Ndasingwa
 (décembre 2022).
La mise en forme du texte ne suit pas les recommandations de Wikipédia : il faut le « wikifier ».
Les points d'amélioration suivants sont les cas les plus fréquents. Le détail des points à revoir est peut-être précisé sur la page de discussion.
- Les titres sont pré-formatés par le logiciel. Ils ne sont ni en capitales, ni en gras.
- Le texte ne doit pas être écrit en capitales (les noms de famille non plus), ni en gras, ni en italique, ni en « petit »…
- Le gras n'est utilisé que pour surligner le titre de l'article dans l'introduction, une seule fois.
- L'italique est rarement utilisé : mots en langue étrangère, titres d'œuvres, noms de bateaux, etc.
- Les citations ne sont pas en italique mais en corps de texte normal. Elles sont entourées par des guillemets français : « et ».
- Les listes à puces sont à éviter, des paragraphes rédigés étant largement préférés. Les tableaux sont à réserver à la présentation de données structurées (résultats, etc.).
- Les appels de note de bas de page (petits chiffres en exposant, introduits par l'outil «  Source ») sont à placer entre la fin de phrase et le point final[comme ça].
- Les liens internes (vers d'autres articles de Wikipédia) sont à choisir avec parcimonie. Créez des liens vers des articles approfondissant le sujet. Les termes génériques sans rapport avec le sujet sont à éviter, ainsi que les répétitions de liens vers un même terme.
- Les liens externes sont à placer uniquement dans une section « Liens externes », à la fin de l'article. Ces liens sont à choisir avec parcimonie suivant les règles définies. Si un lien sert de source à l'article, son insertion dans le texte est à faire par les notes de bas de page.
- La présentation des références doit suivre les conventions bibliographiques. Il est recommandé d'utiliser les modèles {{Ouvrage}}, {{Chapitre}}, {{Article}}, {{Lien web}} et/ou {{Bibliographie}}. Le mode d'édition visuel peut mettre en forme automatiquement les références.
- Insérer une infobox (cadre d'informations à droite) n'est pas obligatoire pour parachever la mise en page.

Pour une aide détaillée, merci de consulter Aide:Wikification.
Si vous pensez que ces points ont été résolus, vous pouvez retirer ce bandeau et améliorer la mise en forme d'un autre article.
Landoald 'Lando' Ndasingwa (mort le 7 avril 1994) est un homme politique et homme d'affaires rwandais. Il a été tué au premier jour du génocide contre les Tutsis.

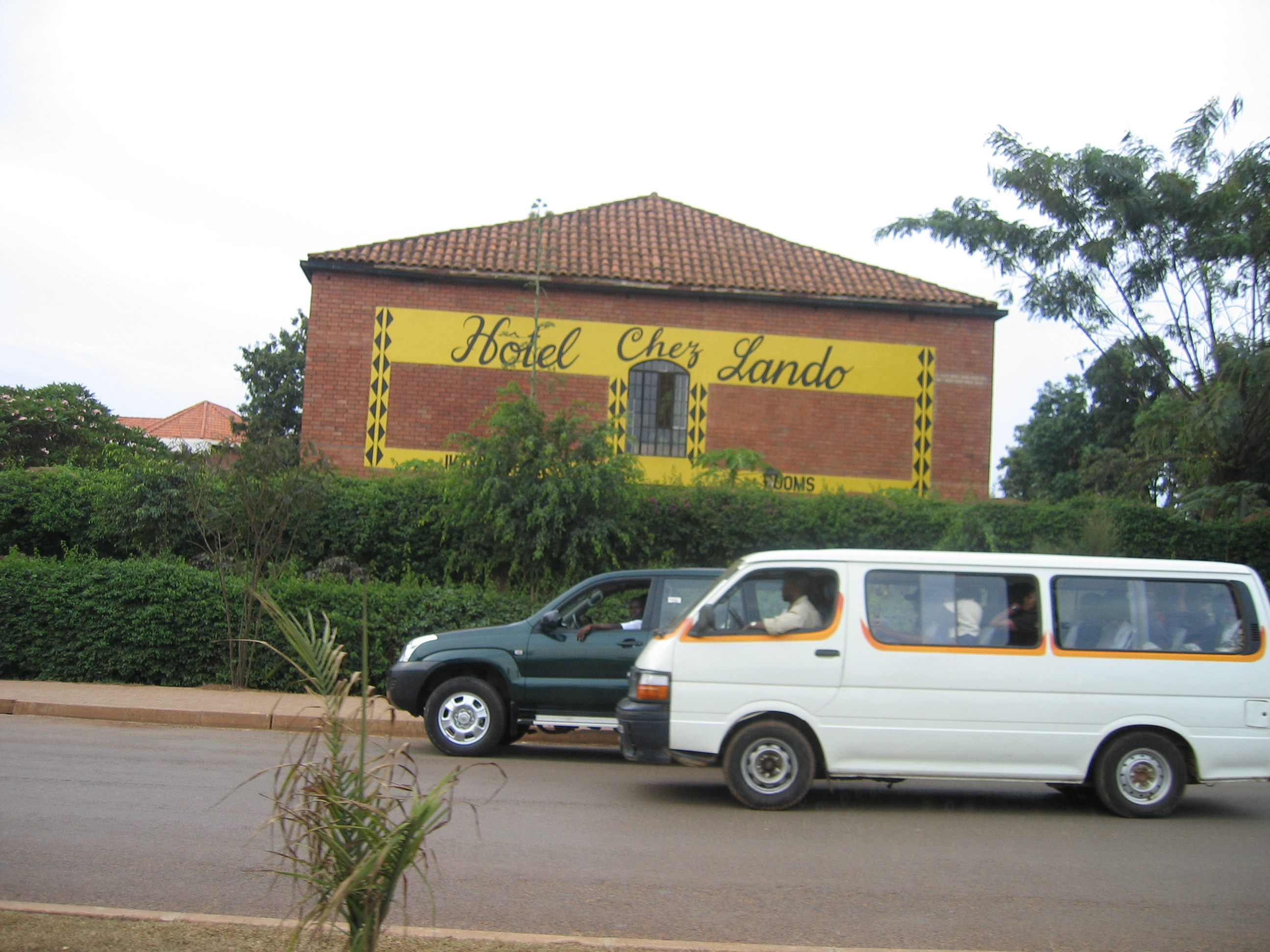
Hôtel Chez Lando.

## Biographie
Ndasingwa a fondé l'hôtel Chez Lando dans les années 1980 avec sa femme canadienne, Hélène. À la suite du décès de Ndasingwa, l'hôtel est repris par sa sœur Anne-Marie Kantengwa.
Formé au Collège Saint-André de Kigali, à l'université nationale du Rwanda à Butare, à l'Université Laval à Québec, à l'Université McGill et à l'Université de Montréal, Ndasingwa a été professeur de littérature à l'université nationale du Rwanda. En tant qu'homme politique, il a été le chef et le vice-président du Parti libéral et a obtenu le portefeuille de ministre du Travail et des Affaires sociales dans le gouvernement de transition mis en place après les accords d'Arusha. Il était le seul membre tutsi du gouvernement de transition. 
Le 17 février 1994, le commandant de la MINUAR, Roméo Dallaire, a été informé d'un complot visant à assassiner Ndasingwa et Joseph Kavaruganda, tous deux politiques modérés. Dans son livre Shake Hands with the Devil, Dallaire affirme qu'il les a informés de ce complot, et aucun n'a été surpris. En tant que personnalité publique, Ndasingwa a été la cible fréquente d'attaques par la station de radio de propagande RTLM.
Le 7 avril, à la suite du décès du président Habyarimana, Ndasingwa et son épouse canadienne, Hélène Pinski, ont été enlevés à leur domicile avec leurs deux enfants, Malaika et Patrick (âgés de 17 et 15 ans), et la mère de Ndasingwa par la Garde présidentielle du gouvernement, bien qu'étant sous la protection de la MINUAR. Tous ont ensuite été tués. 
L'une de ses sœurs, Louise Mushikiwabo, est devenue en décembre 2009 ministre des Affaires étrangères et de la Coopération dans le gouvernement de Paul Kagame, puis en 2019, secrétaire générale de l'Organisation internationale de la francophonie.